# Bầu cử tổng thống Sri Lanka 2024
Cuộc bầu cử tổng thống Sri Lanka 2024 là cuộc bầu cử tổng thống thứ chín trong lịch sử đất nước và được tổ chức vào ngày 21 tháng 9 năm 2024. Tổng thống đương nhiệm Ranil Wickremesinghe tái tranh cử với tư cách là ứng cử viên độc lập, trở thành tổng thống đương nhiệm đầu tiên tái tranh cử.